# نجم الدين طالباني
نجم الدين شكر رؤوف طالباني ( 1953 أو 1955 - 24 يناير 1985) (ويعرف باسم مامە ریشە وتعني العم الملتحي) هو أحد الأعضاء البارزين في البشمركة الموالية للاتحاد الوطني الكردستاني في جنوب كردستان. ولد في قرية طالبان من توابع كركوك. خاض حروب مطولة مع القوات المسلحة التابعة للحكومة العراقية في نضالهم من أجل الحكم الذاتي شمال العراق (جنوب كردستان).
أنضم سنة 1978 إلى قوات البيشمركة. نظرًا لحنكته العسكرية الميدانية أصبح سنة 1981 قائدا للفصيل الرابع للمنطقة الخامسة، كان قائدًا عسكريًا في أصعب مناطق القتال آنذاك في كرميان.
توفي في 24 يناير 1985 مع أثنين من مقاتليه في كمين مشترك للقوات الحكومية العراقية وبمساعدة بعض المأجورين من المنطقة. شهرته بين الشباب والفقراء تأتي بأنه كان من عائلة فقيرة وسطر ببطولاته تاريخاً مشرفا للمقاومة الكردية.